# 贝塞斯达 (马里兰州)

貝塞斯達鬧區，攝於貝塞斯達地鐵站附近

贝塞斯达（英語：Bethesda）是位于美国马里兰州蒙哥马利县的一个未成建制的自然聚居区，人口55,277（2000年），其中白人占85.86%、亚裔美国人占7.92%、非裔美国人占2.67%。華盛頓地鐵紅線在此設有貝塞斯達站。
美国国家卫生研究院、美国国家海军医疗中心、洛克希德·马丁公司总部、万豪国际酒店集团总部。福布斯把贝塞斯达列為美國教育程度最高的城鎮，並於2009年4月把贝塞斯达列為美國第二適居地。而CNNMoney.com亦把贝塞斯达列為美國人均收入第11高的城鎮。